# 久我通忠
久我 通忠（こが みちただ）は、鎌倉時代中期の公卿。太政大臣・久我通光の次男。官位は正二位大納言右近衛大将。久我右大将と号す。久我家7代。

## 経歴
以下、『公卿補任』と『尊卑分脈』の内容に従って。
- 建保6年（1218年）1月5日、叙爵。
- 承久2年（1220年）1月22日、承明門院の御給により従五位上に昇叙。同年4月6日には侍従に任ぜられる。
- 嘉禄元年（1225年）4月26日、正五位下に昇叙。同年12月22日には右少将に任ぜられる。
- 嘉禄2年（1226年）1月5日、従四位下に昇叙[4]。
- 安貞元年（1227年）12月25日、左中将に任ぜられる[5]。
- 安貞2年（1228年）2月1日、加賀介を兼ねる。
- 安貞3年（1229年）1月5日、従四位上に昇叙。
- 寛喜2年（1230年）3月12日、中宮権亮を兼ね、14日には正四位下に昇叙。同年10月25日、従三位に叙され左中将は元の如し。
- 寛喜4年（1232年）1月30日、因幡権守を兼ねる。
- 貞永2年（1233年）1月6日、正三位に昇叙。
- 文暦2年（1235年）8月20日、参議に任ぜられる。左中将は元の如し。
- 嘉禎2年（1236年）2月30日、権中納言に任ぜられる。同年5月22日には帯剣を許される[6]。
- 嘉禎3年（1237年）1月29日、従二位に昇叙。
- 嘉禎4年（1238年）閏2月27日、正二位に昇叙。同年7月20日、中納言に転正[7]。
- 暦仁2年（1239年）1月24日、権大納言に任ぜられる。
- 仁治2年（1241年）10月3日、病により権大納言を辞退。
- 仁治3年（1242年）2月21日、本座を許される[8]。
- 寛元2年（1244年）6月13日、権大納言に還任。
- 寛元4年（1246年）12月24日、父・通光が太政大臣となる。
- 宝治元年（1247年）9月28日には叔父である源定通が薨去。
- 宝治2年（1248年）1月、父通光が薨去したため喪に服す。同年3月9日に復任し、同月10日には右近衛大将を兼ねる。
- 建長2年（1250年）5月17日、大納言に転正[9]。同月27日、淳和院別当に補される。同年12月[10]24日、薨去。

## 久我家所領争いに直面する
父通光が後室として三条（西蓮）を迎え、所領を三条に任せる旨の置文を残したため、所領争いに直面する事になった。通忠の母は藤原範光の娘・督典侍は、通光の生母・藤原範子の姪にあたるため、祖父・源通親の指示に基づく婚姻関係だと推測できる。雅光の生母が三条だとすると、承久の乱後に通光は我意によって三条を後室として迎えた可能性が高い。そうした中で通忠は継母との争いをする事になり、同時に通親の子らが順次亡くなり、村上源氏一門の他家の進出にも直面する中で早世してしまうのである。

## 系譜
- 父：久我通光
- 母：藤原範光の娘
- 妻：唐橋通時または北条義時の娘
  - 男子：久我通基(1240-1309)
- 妻：平光盛の娘
- 妻：家女房
  - 男子：久我具房(1238-1290)
- 生母不明の子女
  - 男子：親玄(1249-1322)
  - 男子：忠勝